# Schuchow-Wasserturm Mykolajiw

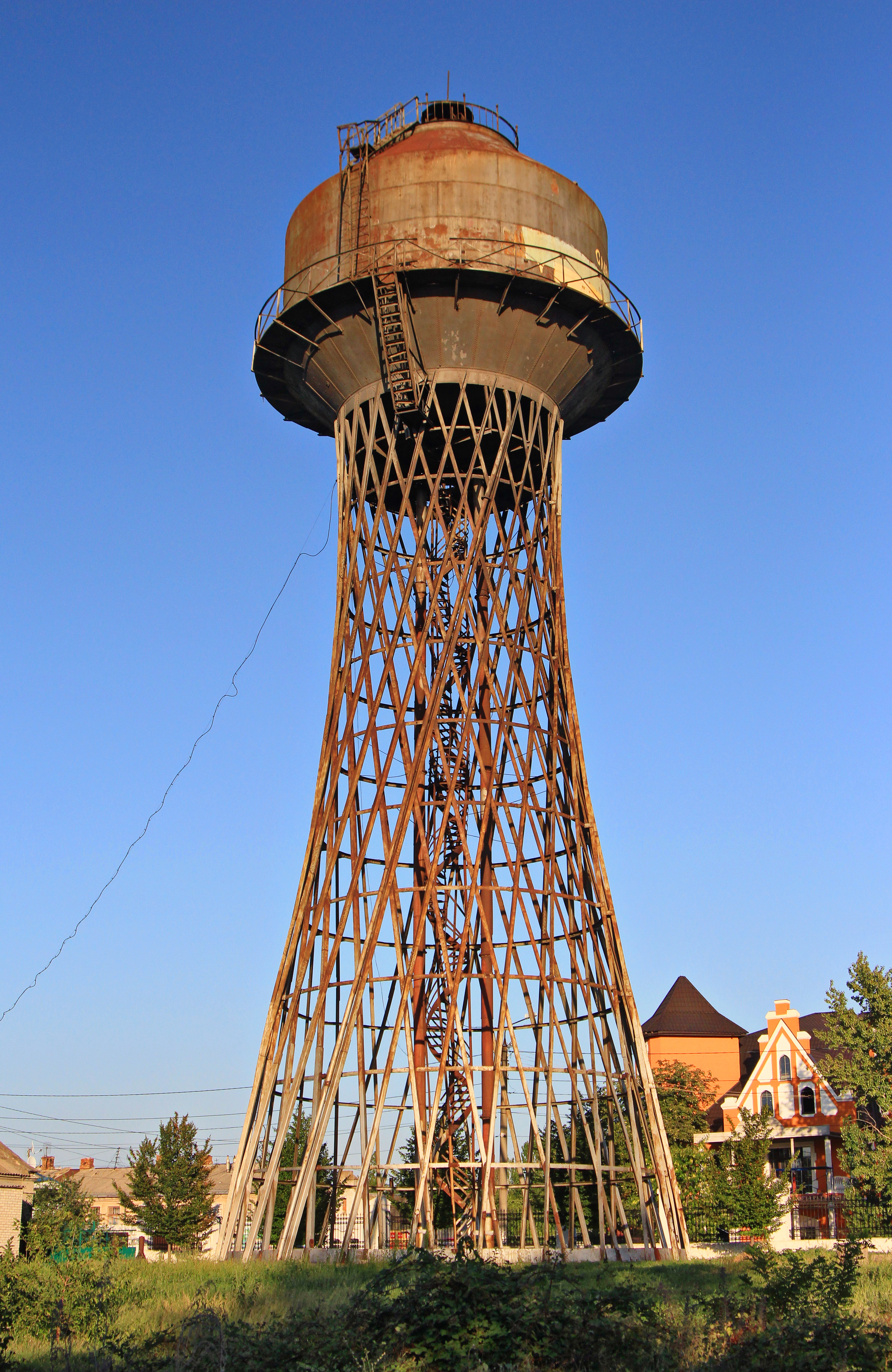
Schuchowturm in Mykolajiw

Der Schuchow-Wasserturm Mykolajiw (ukrainisch Шуховська вежа Миколаїв) ist ein Wasserturm in der südukrainischen Regionalhauptstadt Mykolajiw. Er gilt als industriegeschichtliches Baudenkmal.

## Geschichte
Der nach dem russischen Ingenieur Wladimir Grigorjewitsch Schuchow benannte Turm ist nach dem Bauprinzip der von Schuchow eingeführten Hyperboloidkonstruktion ausgeführt. Nach dieser Art sind in der Umgebung von Mykolajiw auch die Leuchttürme Stanislaw-Adschihol am Schwarzen Meer und zudem andere Wassertürme in den ukrainischen Städten Konotop, Tscherkassy, Bila Zerkwa, Pomitschna und Piskiwka gebaut.

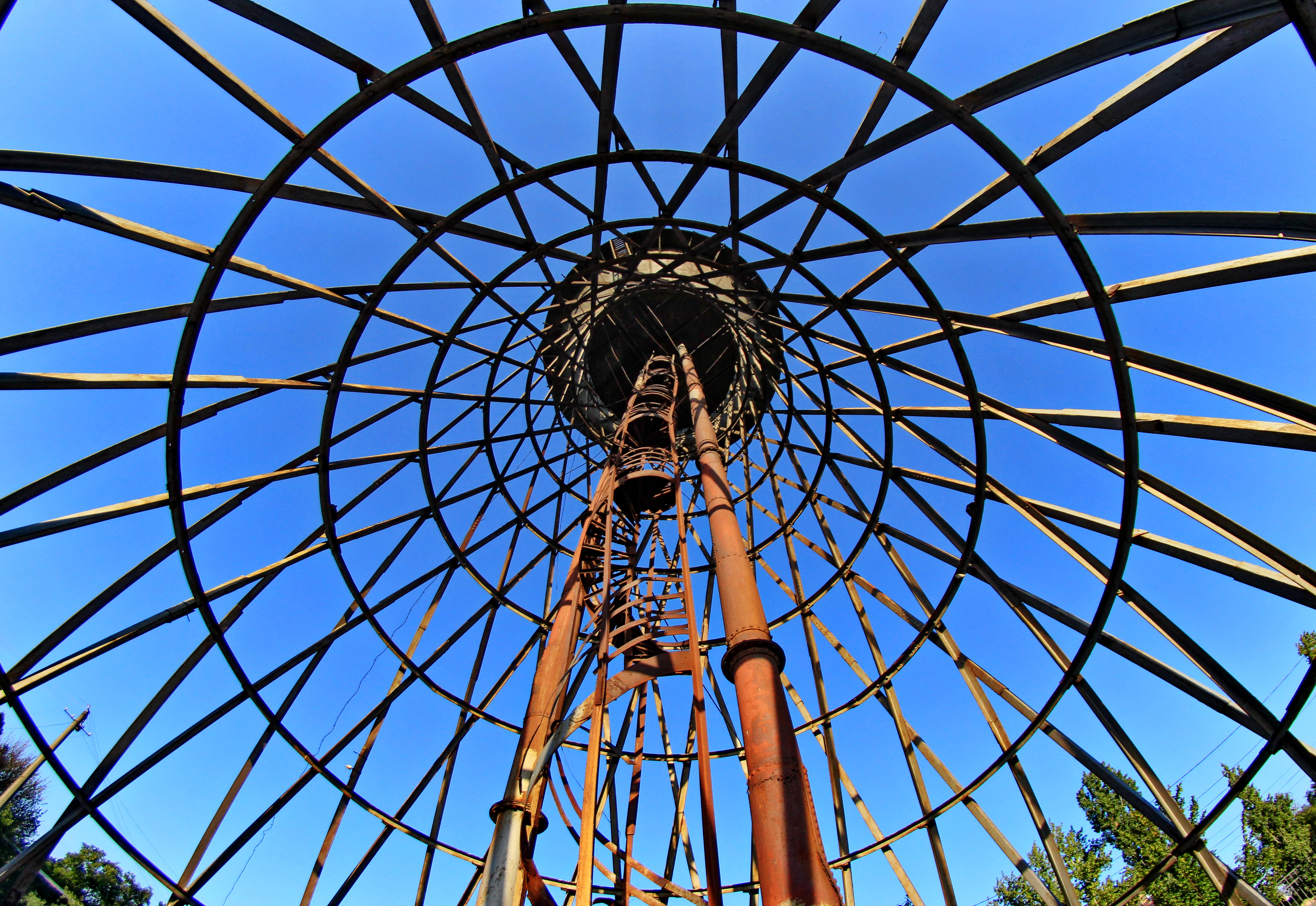
Tragkonstruktion

Der Wasserturm steht auf einer Anhöhe im Westen der Altstadt von Mykolajiw an der Rjuminastrasse im Stadtrajon Sawodskyi. Er wurde von 1906 bis 1907 als Speicherelement für das seit 1904 von Viktor Weber geplante städtische Wasserversorgungssystem von Mykolajiw errichtet. Das Bauwerk hat eine Höhe von 32 Meter und trägt einen Hochtank mit dem Fassungsvermögen von 651 Kubikmetern. Die Stadt bezieht das Trinkwasser teilweise über eine Pipeline aus dem Dnepr. Als das Wasserwerk im Jahr 1958 das Versorgungssystem für die stark gewachsene Stadt erneuerte und eine Wasserleitung aus dem Inhulez in Betrieb nahm, wurde der Wasserturm stillgelegt. Er ist seither als technisches Denkmal erhalten geblieben.
Während des Kriegs Russlands gegen die Ukraine im Frühjahr 2022 wurde die Wasserversorgung der Stadt Mykolajiw durch russische Bombardierungen beschädigt und unterbrochen.